# Arthit Boodjinda
Arthit Boodjinda (tiếng Thái: อาทิตย์ บุตรจินดา; sinh ngày 7 tháng 8 năm 1994), là một cầu thủ bóng đá người Thái Lan thi đấu ở vị trí tiền đạo cho câu lạc bộ Giải bóng đá Ngoại hạng Thái Lan Port.